# افیم گلر
اِفیم پتروویچ گِلِر (روسی: [Ефим Петрович Геллер] Error: {{Lang}}: متن دارای نشانه‌گذاری ایتالیک است (راهنما)، اوکراینی: Юхим Петрович Геллер؛ ۸ مارس ۱۹۲۵ – ۱۷ نوامبر ۱۹۹۸) شطرنج‌باز اهل شوروی و یک استادبزرگ در سطح جهانی بود. او دو بار، (در سال‌های ۱۹۵۵ و ۱۹۷۹ میلادی) قهرمان شوروی و شش‌بار (۱۹۵۳، ۱۹۵۶، ۱۹۶۲، ۱۹۶۵، ۱۹۶۸ و ۱۹۷۱ میلادی) نامزد شرکت در مسابقات قهرمانی جهان شد. او چهار بار برندهٔ عنوان قهرمانی اوکراین (در سال ۱۹۵۰، ۱۹۵۷، ۱۹۵۸ و ۱۹۵۹ میلادی) و در سال ۱۹۹۲ میلادی قهرمان مسابقات پیشکسوتان جهان شد.

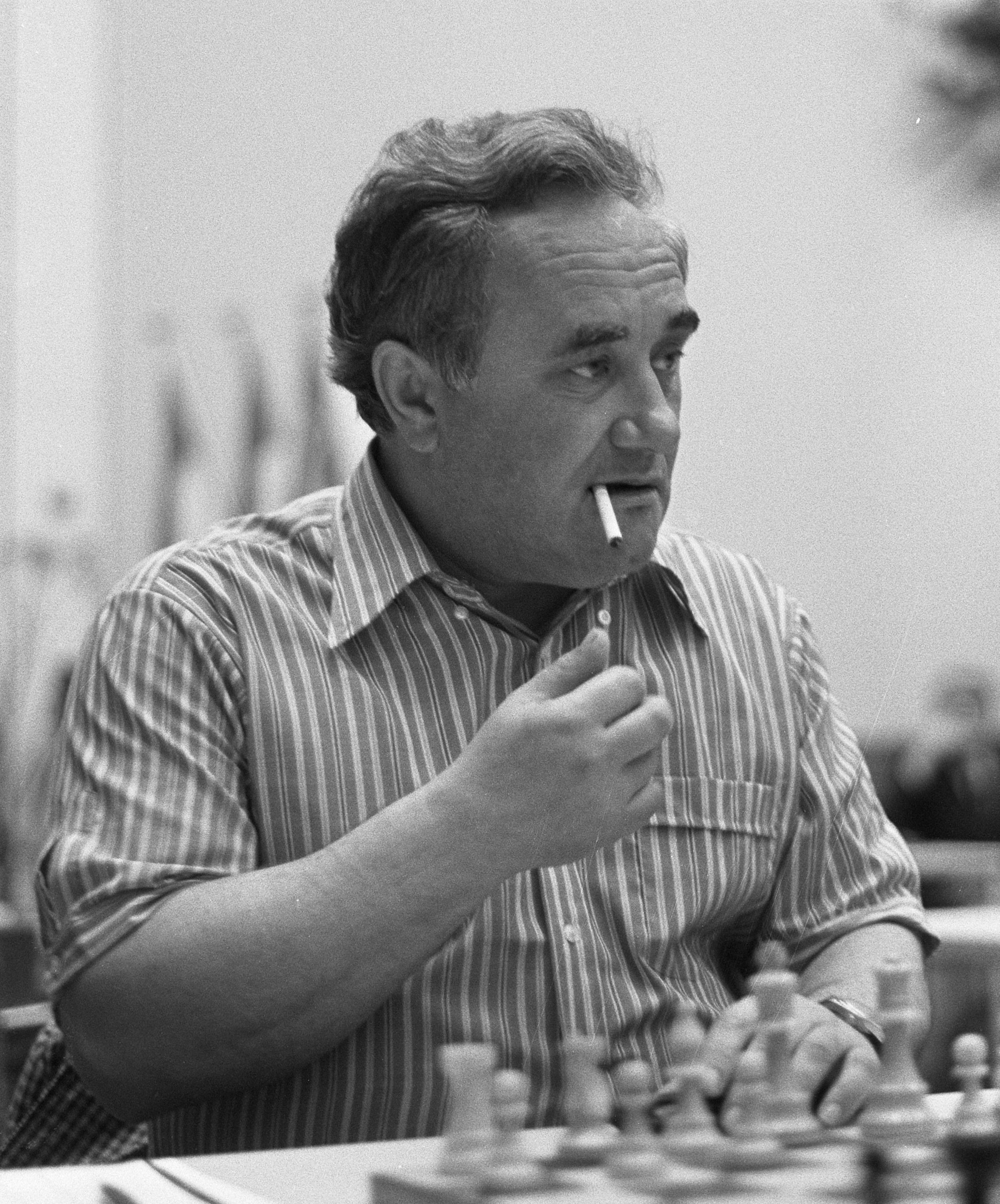
گلر ۱۹۷۳

گلر همچنین مربی دو قهرمان جهان بوریس اسپاسکی و آناتولی کارپف بود. او همچنین نویسنده بود.
او که یهودی بود در اتحاد جماهیر سوسیالیستی شوروی و شهر اودسا بزرگ شد. گلر یک بازیکن بسکتبال خوب بود و دکترایش را در تربیت بدنی قبل از تخصص در شطرنج به دست آورد. پیشرفت او به عنوان یک ورزشکار با آغاز جنگ جهانی دوم به تأخیر افتاد.
اولین نتیجه قابل‌توجه گلر مقام ششمی در مسابقات قهرمانی شطرنج اوکراین در سال ۱۹۴۷ میلادی بود.